# Homalium kainantense
Homalium kainantense är en videväxtart som beskrevs av Genkei Masamune. Homalium kainantense ingår i släktet Homalium och familjen videväxter. Inga underarter finns listade i Catalogue of Life.